# Giorgio Agliani
Giorgio Agliani (Milano, 2 ottobre 1910 – Milano, maggio 1996) è stato un produttore cinematografico e regista italiano.

## Biografia
Nato a Milano nel 1910, durante il ventennio fascista viene incarcerato e confinato a Ponza. Al termine della guerra, inizia a lavorare come produttore cinematografico. Debutta con il film Il sole sorge ancora di Aldo Vergano. Per tutta la sua carriera Agliani produsse film a basso costo, per la maggior parte di genere mitologico e storico. Nel 1970, con la collaborazione di Vincenzo Tomassi e Vanio Amici, produce un film di montaggio, con le migliori scene tratte dai film di Franco e Ciccio, intitolato Franco e Ciccio superstars. Nel 1979 produce L'Agnese va a morire di Giuliano Montaldo. 
Muore a Milano nel 1996.

## Filmografia

### Produttore
- Il sole sorge ancora, regia di Aldo Vergano (1946)
- Caccia tragica, regia di Giuseppe De Santis (1947)
- Donne senza nome (1950)
- Achtung! Banditi!, regia di Carlo Lizzani (1951)
- Le ragazze di piazza di Spagna, regia di Luciano Emmer (1952)
- Villa Borghese, regia di Gianni Franciolini (1953)
- Terza liceo, regia di Luciano Emmer (1954)
- Il momento più bello, regia di Luciano Emmer (1957)
- Primo amore, regia di Mario Camerini (1959)
- Teseo contro il minotauro, regia di Silvio Amadio (1960)
- Il gladiatore di Roma, regia di Mario Costa (1962)
- Goliath e la schiava ribelle, regia di Mario Caiano (1963)
- Beatrice Cenci, regia di Lucio Fulci (1969)
- Franco e Ciccio superstars, regia di Giorgio Agliani (1974)
- L'Agnese va a morire, regia di Giuliano Montaldo (1979)

### Regista
- Franco e Ciccio superstars (1974)